# Pietra di Patti
Pietra di Patti è un'isola dell'Italia sita nel mar Tirreno, in Sicilia.
Amministrativamente appartiene a Patti, comune italiano della città metropolitana di Messina.
Si trova nel golfo di Patti.